# Ha’ischa : orgaan van den Joodschen Vrouwenraad in Nederland
Ha’ischa. Orgaan van den Joodschen Vrouwenraad in Nederland was een tijdschrift dat tussen 1929 en 1940 maandelijks verscheen in Nederland. Het was een verenigingsblad dat artikelen plaatste van diverse auteurs, waaronder Abel Herzberg, Siegfried van Praag en Martin Jacob Premsela. De teksten gingen onder andere over het opkomende antisemitisme in Duitsland en de rassenleer van het nationaalsocialisme.

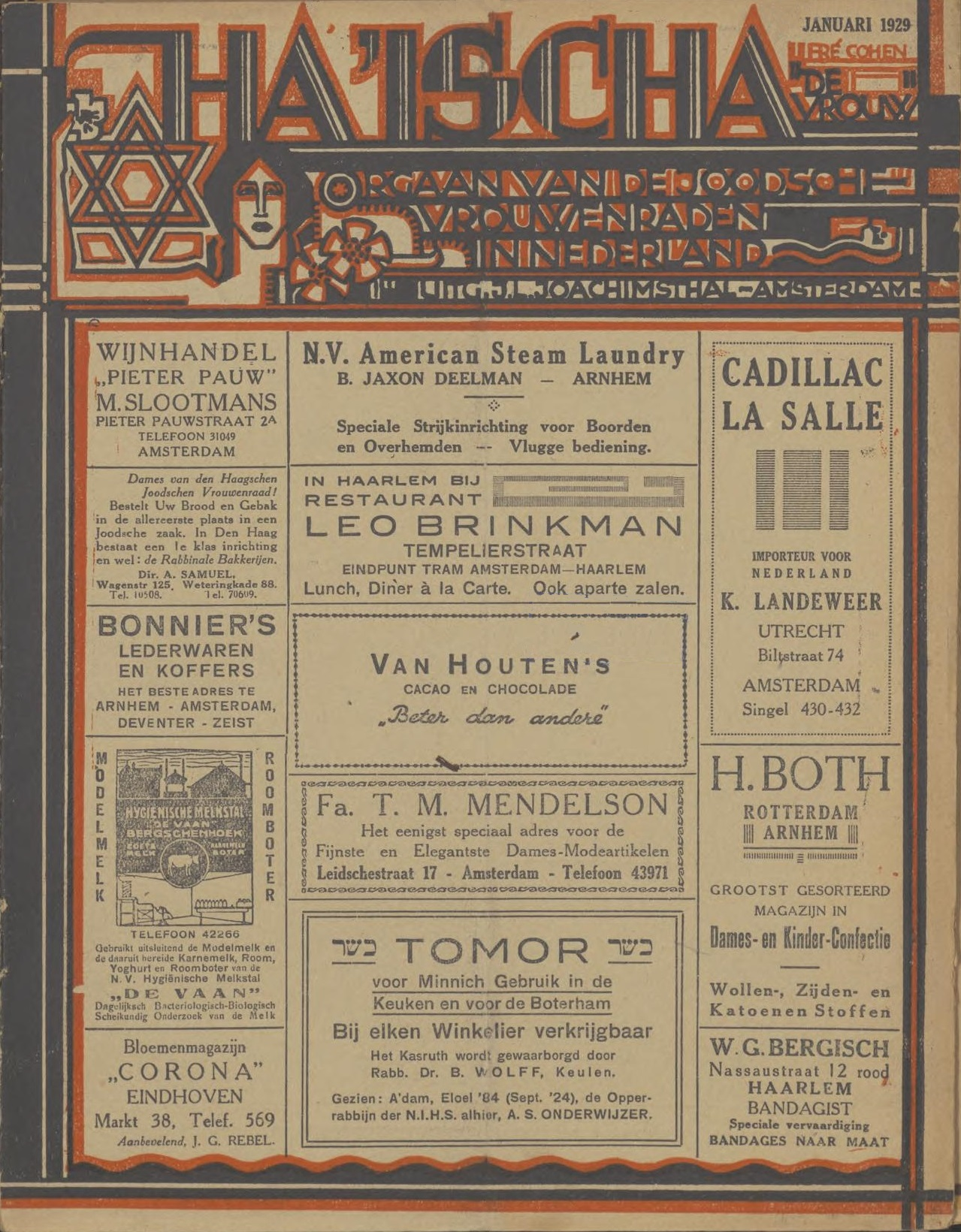
Ha'ischa, het nummer van januari 1929 Ontwerp: Fré Cohen